# San Pablo de Piratininga
San Pablo de Piratininga, inicialmente llamada San Pablo de los Campos de Piratininga (en portugués: São Paulo dos Campos de Piratininga), también conoscida como Villa Forte de Piratininga, fue una villa de la Capitanía de San Vicente, que dio origen a la ciudad de São Paulo, capital del Estado de São Paulo. Fue fundada como misión religiosa por los padres José de Anchieta y Manuel da Nóbrega el 25 de enero de 1554. La villa estuvo poblada inicialmente por colonos portugueses y dos tribus de indios guaianás, hablantes de la lengua tupí. San Pablo de Piratininga fue la base de los bandeirantes, exploradores que extendieron la influencia portuguesa en territorios españoles en Sudamérica.
En 1681, fue designada sede de la Capitanía de San Vicente y, en 1700, se fundó la Comarca de San Pablo, que abarcaba gran parte del actual Estado de São Paulo. Tras la derrota de los paulistas bandeirantes en la Guerra de los Emboaba, la Capitanía de San Vicente fue vendida a la corona portuguesa y reorganizada como Capitanía de San Pablo y Minas de Oro, con el primer nombre de en referencia a la comarca paulista. En 11 de julio de 1711, la villa fue elevada oficialmente a la categoría de ciudad.